# Erylus amphiastera
Erylus amphiastera är en svampdjursart som beskrevs av Wintermann-Kilian och Kilian 1984. Erylus amphiastera ingår i släktet Erylus och familjen Geodiidae. Inga underarter finns listade i Catalogue of Life.